# André Kim
Andre Kim (24 tháng 8 năm 1935 – 12 tháng 8 năm 2010) là một nhà thiết kế thời trang Hàn Quốc, sống tại Seoul, Hàn Quốc, ông được biết đến chủ yếu qua những bộ sưu tập dạ hội và áo cưới.

## Tiểu sử
Andre Kim sinh ra trong một gia đình làm nghề nông ở vùng nông thôn tại Goyang, Gyeonggi, Hàn Quốc với tên thật là Kim Bong Nam. Andre Kim đã theo học tại trường trung học HanYeong và tốt nghiệp học viện thiết kế thời trang Kukje.
Cuộc đời riêng của Andre Kim khá kín tiếng, ông chưa từng kết hôn bao giờ mặc dù ông có một người con nuôi.

## Sự nghiệp
Andre Kim bắt đầu bước chân vào làng thiết kế thời trang kể từ năm 1962. Khi ông 27 tuổi ông đã mở salon Andre tại Sogong- dong, ở trung tâm Seoul và trở thành nhà thiết kế thời trang nam đầu tiên. Vào năm 1966 ông trở thành nhà thiết kế thời trang đầu tiên của Hàn Quốc tổ chức một buổi trình diễn thời trang tại Paris. Và không lâu sau đó ông ông tiếp tục tổ chức nhiều buổi trình diễn thời trang khác ở New York, Washington DC, Barcelona, Cairo, Sydney và Bắc Kinh.
Năm 1981, Andre Kim được chọn là nhà thiết kế chính cho cuộc thi Hoa hậu Hoàn Vũ. Năm 1988 ông đã thiết kế trang phục cho các vận động viên Hàn Quốc tham gia Olympic Seoul 1988. Tiếp sau đó ông được mời thường xuyên cho các sự kiện dược tổ chức bởi IOC. Năm 1997, ông được trao tặng huân chương văn hóa và nghệ thuật HQ cho những cống hiến cho ngành công nghiệp thời trang của ông. Năm 2003, ông nhận được giải thưởng bằng khen văn hóa của Ý và được bầu là đại sứ thiện chí của UNICEF.
Tháng 2 năm 2006, Andre Kim làm chủ 2 show thời trang riêng diễn ra tại Hawaii với tên gọi "Fashion Fantasia ở Hawaii", tại khu vịnh nghỉ dưỡngTurtle đồng thời giới thiệu hơn 140 mẫu sản phẩm, một số quan chức cấp cao đã có mặt và ở lại cho tới buổi biểu diễn áo cưới cuối cùng giới thiệu 7 bộ áo độc đáo và 1 chú rể.Show có sự tham gia của các nhà tạo mẫu tóc nổi tiếng đến từ Aveda Salon và Spa và Liberty Salon Hair với phong cách mang đậm dấu ấn của Andre Kim là các kiểu tóc bện, được quấn lại trên đầu người mẫu.
Trong show đầu tiên với sự tham gia của nhiều diễn viên nổi tiếng HQ như Shim Jee Ho (Stained Glass), Kim Min Jung (Fashion 70s – thời trang thập niên 70),,Jung Joon-ho (The Twins, Marrying the Mafia) đã tham gia trình diễn.Ở show thứ 2, do Hilton Hawaiian Village Coral Ballroom làm chủ. Thời trang của Andre Kim đã trở thành tâm điểm trong buổi quyên góp cho Đại học nông nghiệp nhiệt đới và nhân lực thiết kế sản phẩm may mặc và chương trình bán hàng Hawaii ở Manoa, show diễn cuae Andre Kim cũng đóng góp một phần cho chương trình lễ kỉ niệm 20 năm của đài truyền hình địa phương KBFD.

## Phong cách
Các thiết kế của Andre Kim được cho là " sự kết hợp của các thiết kế cổ điển với các yếu tố tương lai", thường là các thiết kế riêng biệt với màu sắc đậm, đa dạng và hoa văn phong phú theo phong cách Á Đông, thường là những bong hoa hồng lớn, chim, nhánh cây. Andre Kim thường sử dụng tông màu trắng để làm nổ bật các màu sắc khác lạ trong các thiết kế của ông.
Các thiết kế của ông được đánh giá cao bởi giới nổi tiếng Hàn Quốc, và nhiều trong số những người nổi tiếng đó đã tham gia trình diễn các thiết kế của Andre Kim, đặc biệt là trong các show trình diễn áo cưới. Độ nổi tiếng của ông đã vợt xa khỏi biên giới Hàn Quốc – Michael Jackson đã từng một lần mời Andre Kim làm nhà thiết kế riêng cho mình, nhưng ông đã từ chối và nói rằng các thiết kế của ông là để dành cho mọi người.
Ông đã từng nói rằng, " thường trang nên thể hiện sự cuốn hút, trí tuệ, vẻ đẹp nghệ thuật và năng lượng tuổi trẻ. Không quá cổ điển. Tôi không thích những cái cũ. Mặc dù tôi sinh năm 1935 nhưng tôi không cảm thấy mình già, tôi thấy mình như 1 thanh niên 10, 15 hay 20 gì đó, trong 1 câu truyện cổ tích, 1 ảo ảnh, trẻ trung và lấp lánh".

## Cái chết
Ông mất ngày 12 tháng 8 năm 2010, do bệnh viêm phổi và ung thư trực tràng ở tuổi 74.
Dư luận Hàn Quốc đã bày tỏ rằng sự ra đi của ông là một mất mát lớn với ngành thời trang Hàn Quốc.

## Các danh hiệu
- Nhà thiết kế chính của cuộc thi Hoa hậu Hoàn Vũ năm 1981
- Giải thường bằng khen văn hóa của Ý, 1982
- Huy chương văn hóa nghệ thuật cấp quốc gia, 1997
- Huy chương văn hóa nghệ thuật Pháp, 2000
- Đại sứ thiện chí UNICEF, 2003
- Đại sứ danh dự tại GwanGju, 2004
- Giải thưởng từ thống đốc Hawaii,2006
- Nhà thiết kế chính thức của Manhunt quốc tế,2007
- Được nhắc tới trong H2O, 1 manhwa của Hwang Sook Ji

## liên kết ngoài
- Andre Kim's Official Site Lưu trữ ngày 7 tháng 12 năm 2010 tại Wayback Machine
- Andre Kim's Unofficial Bio Lưu trữ ngày 17 tháng 10 năm 2009 tại Wayback Machine
- Andre Kims & Other Korean Fashion Designers Lưu trữ ngày 26 tháng 4 năm 2010 tại Wayback Machine